# Adolf Kopeć

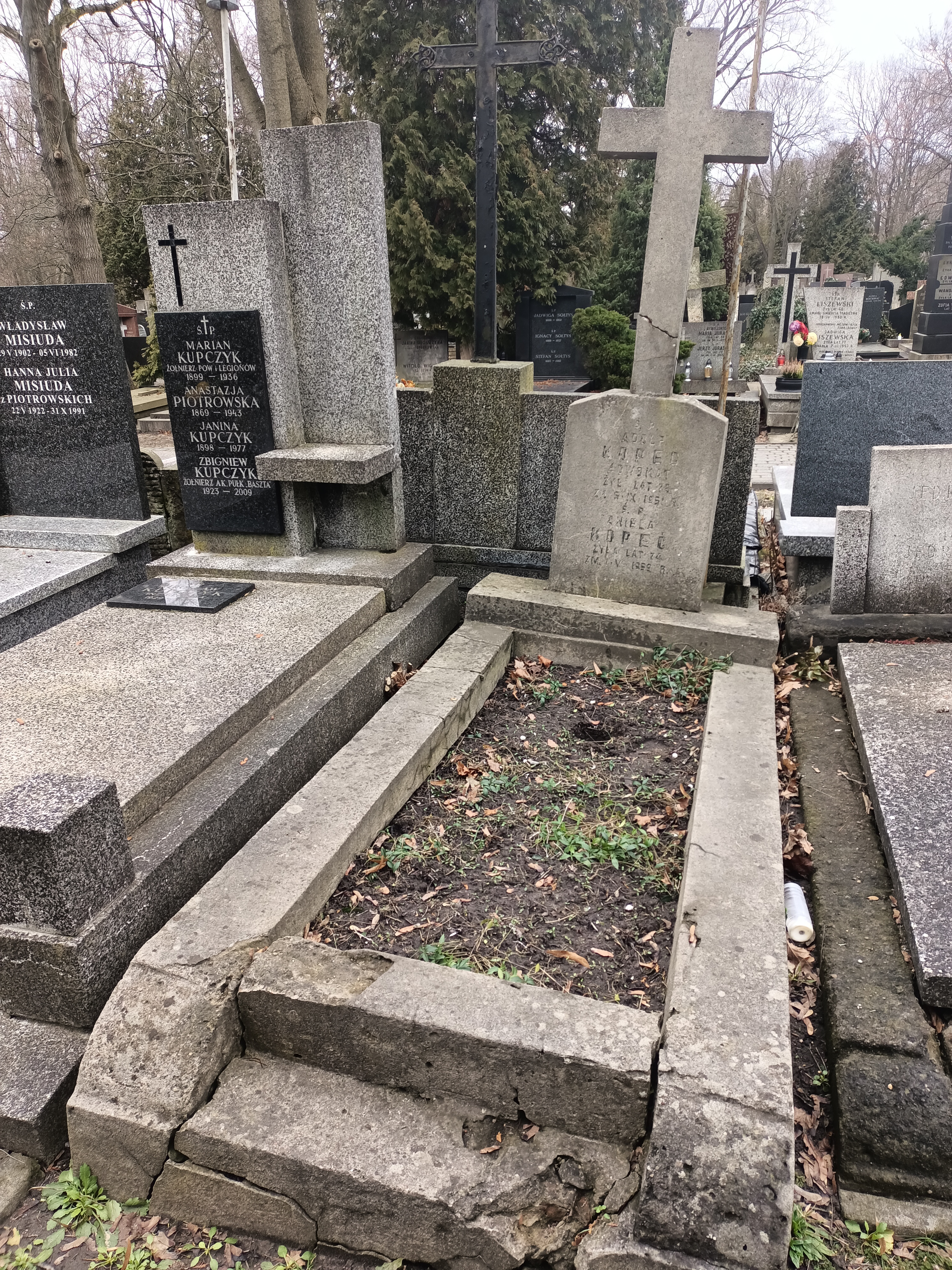
Grób Adolfa Kopcia na Cmentarzu Powązkowskim

Adolf Kopeć (ur. w 1876, zm. 6 września 1951) – adwokat i działacz społeczny.
Rozpoczął naukę w gimnazjum w Wilnie, ale ze szkoły został relegowany za udział w kółkach samokształceniowych, ostatecznie maturę zdał w Petersburgu. Ukończył studia prawnicze na uniwersytecie petersburskim. Następnie prowadził kancelarię adwokacką w Petersburgu. Udzielał bezpłatnych porad prawnych biedniejszym członkom polskiej diaspory w tym mieście. Od 1909 członek zarządu, a od stycznia 1914 prezes Rzymskokatolickiego oświatowo-dobroczynnego Towarzystwa „Oświata” w Petersburgu. Od jesieni 1914 działacz Polskiego Towarzystwa Pomocy Ofiarom Wojny.
W latach dwudziestych pracował jako adwokat w Wilnie. Był właścicielem majątku Kołtyniany, w powiecie święciańskim. Od 1927 był urzędnikiem radcą, potem starszym radcą-delegatem, a od 1931 kierownikiem oddziału Prokuratorii Generalnej w Wilnie. Udzielał się społecznie był m.in. prezesem stowarzyszenia radioamatorów w Wilnie, był jednym z organizatorów stacji Polskiego Radia w tym mieście. Działał również w miejscowym oddziale Ligi Morskiej i Kolonialnej. Był członkiem Społecznego Komitetu Ratowania Bazyliki w Wilnie.
Po II wojnie wraz z żoną Eleonorą mieszkali w Kowarach. Ostatnie lata spędził u siostry Antoniny w Warszawie. Pochowany został na Powązkach (kwatera 92, rząd 5, miejsce 9).